# Salvage (plaats)
Salvage is een gemeente (town) in de Canadese provincie Newfoundland en Labrador. De gemeente ligt aan de oostkust van het eiland Newfoundland.

## Geschiedenis
In 1972 werd het dorp een gemeente met het statuut van local improvement district (LID). In 1980 werden LID's op basis van The Municipalities Act als bestuursvorm afgeschaft, waarop de gemeente automatisch een town werd.

## Geografie
Salvage ligt op een landtong die het oostelijkste punt van het schiereiland Eastport vormt. Het plaatsje is daar gebouwd aan de Bishops Harbour. Dat is een kleine inham van de Bonavista Bay, een grote baai aan de oostkust van Newfoundland. 
De gemeente grenst in het westen aan de gemeenten Eastport en Sandy Cove. Ze ligt aan het eindpunt van provinciale route 310, op een rijafstand zo'n 9 km tot het dorpscentrum van Eastport.
De Labradorstroom voert in de lente en vroege zomer jaarlijks ijsbergen langs de omgeving van Salvage.

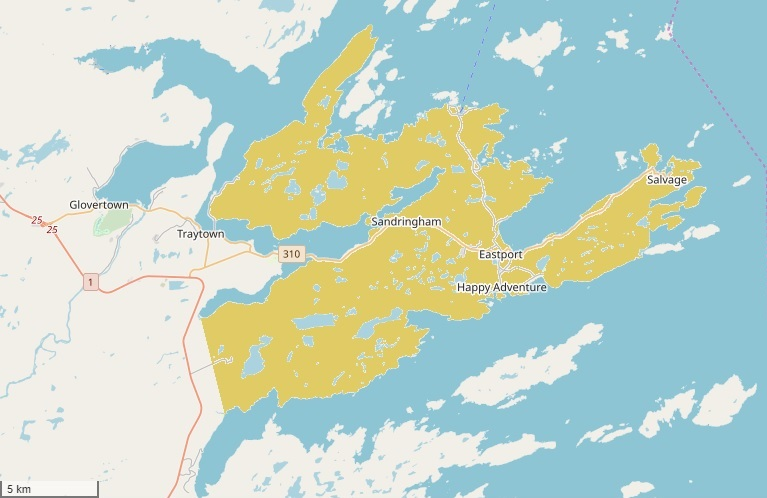
Kaart van het schiereiland Eastport (goudkleurig) met aanduiding van Salvage in het uiterste oosten

## Demografie
Demografisch gezien is Salvage, net zoals de meeste dorpen in de regio, aan het krimpen. Tussen 1986 en 2021 daalde de bevolkingsomvang van 271 naar 108. Dat komt neer op een daling van 163 inwoners (-60%) in 35 jaar tijd.
| Demografische ontwikkeling van Salvage tussen 1951 en 2021 |
| ---------------------------------------------------------- |
|                                                            |
| Bron: 1951–1986, 1991–1996, 2001–2006, 2011–2016, 2021     |

## Galerij

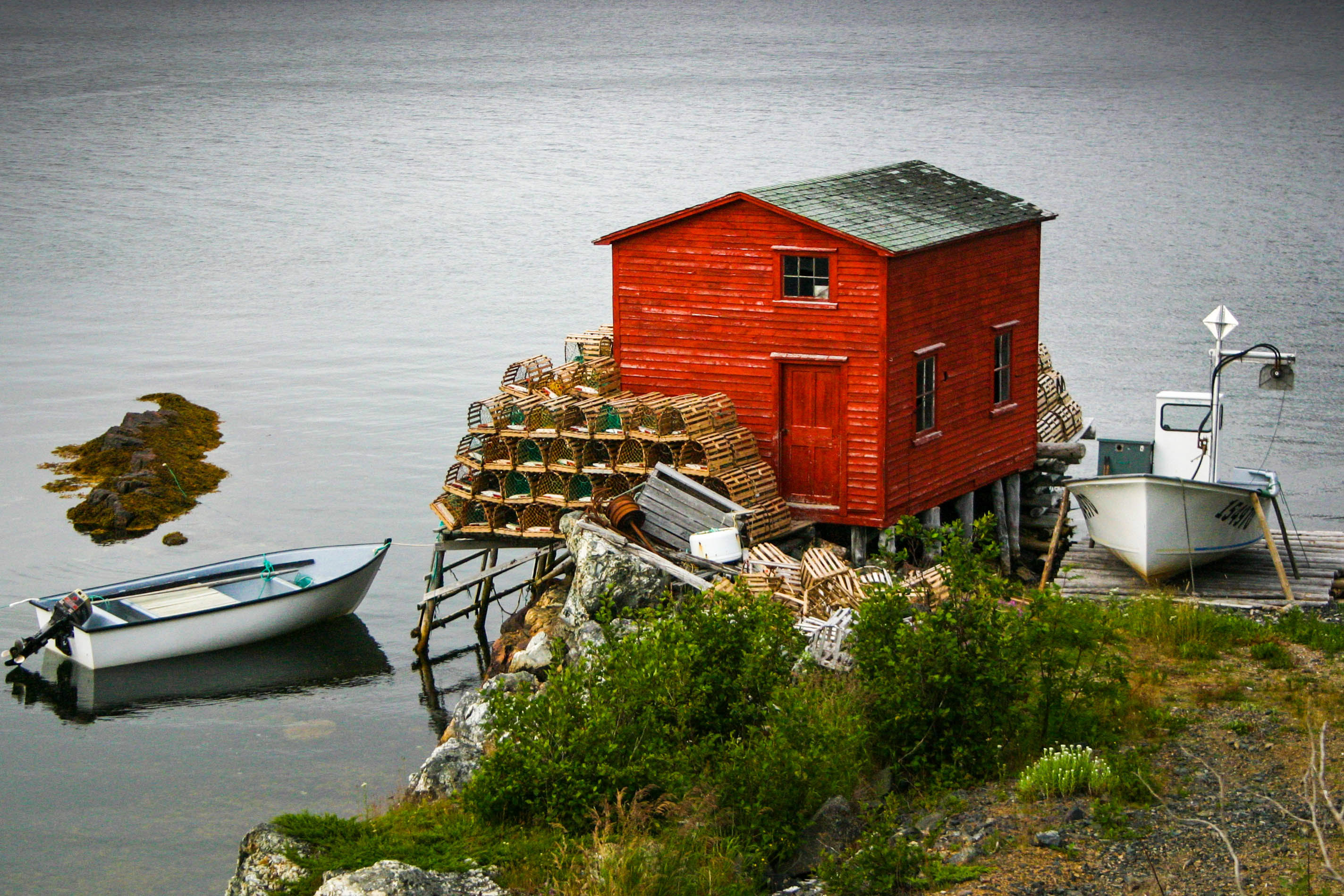
Een fishing stage in Salvage
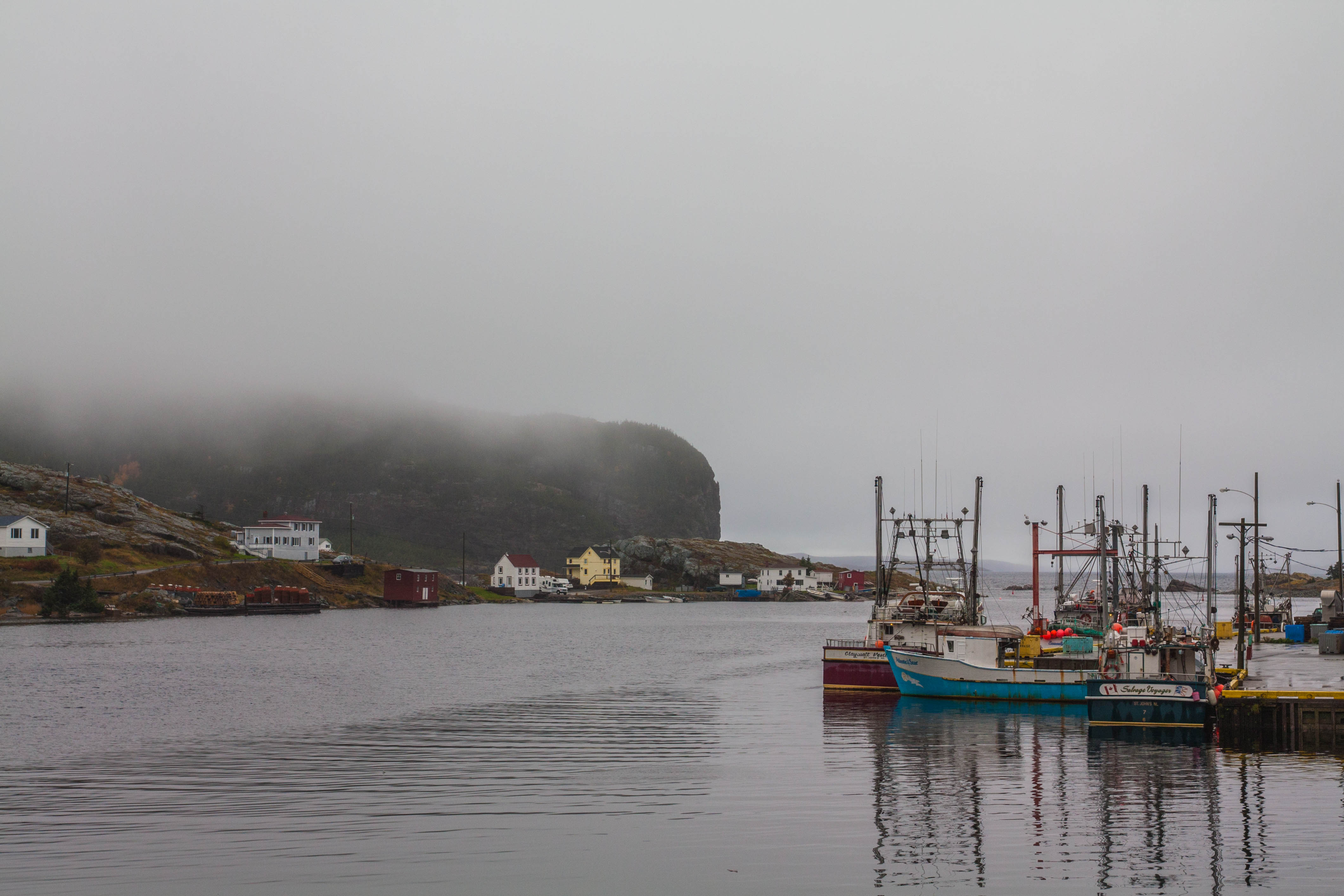
Vissersboten op een mistige dag
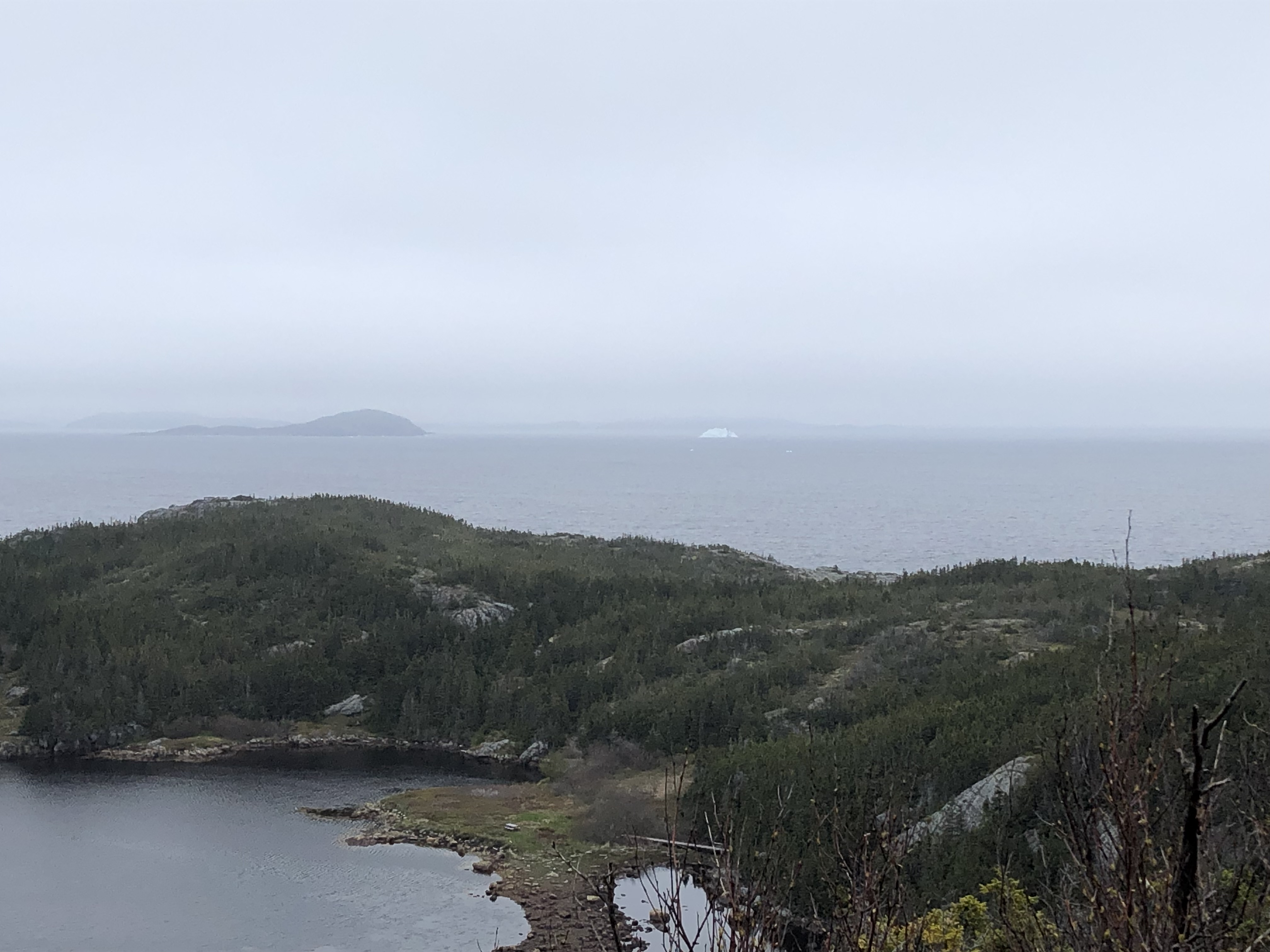
Een ijsberg en Ship Island gezien vanaf het panoramapunt aan de oostrand van het dorp